# Großelendkopf
Der Großelendkopf ist mit seinen 3317 m ü. A. der zweithöchste Berg der Ankogelgruppe, nach der 3360 m hohen Hochalmspitze. Der Berg befindet sich auf dem Gebiet der Gemeinde Malta und östlich von Mallnitz in Kärnten. Früher wurde er als Nebengipfel der Hochalmspitze angesehen.
Am Nordostgrat zur Preimlscharte befinden sich die unbedeutenden Gipfel Südlicher Elendkopf (3081 m), Mittlerer Elendkopf (3068 m) und Nördlicher Elendkopf (3048 m). Nördlich des Berges liegt das Großelendkees, östlich das Hochalmkees und westlich das Winkelkees. Das Großelendkees entwässert in den Großelendbach, im Großelend genannten Tal. Von der dort gelegenen Osnabrücker Hütte bildet der Großelendkopf über dem Großelendkees den Talschluss.

## Etymologie
Namen mit Elend deuten auf abgelegene Gegenden hin. Diese nannte man früher auch Ali lanti.

## Routen

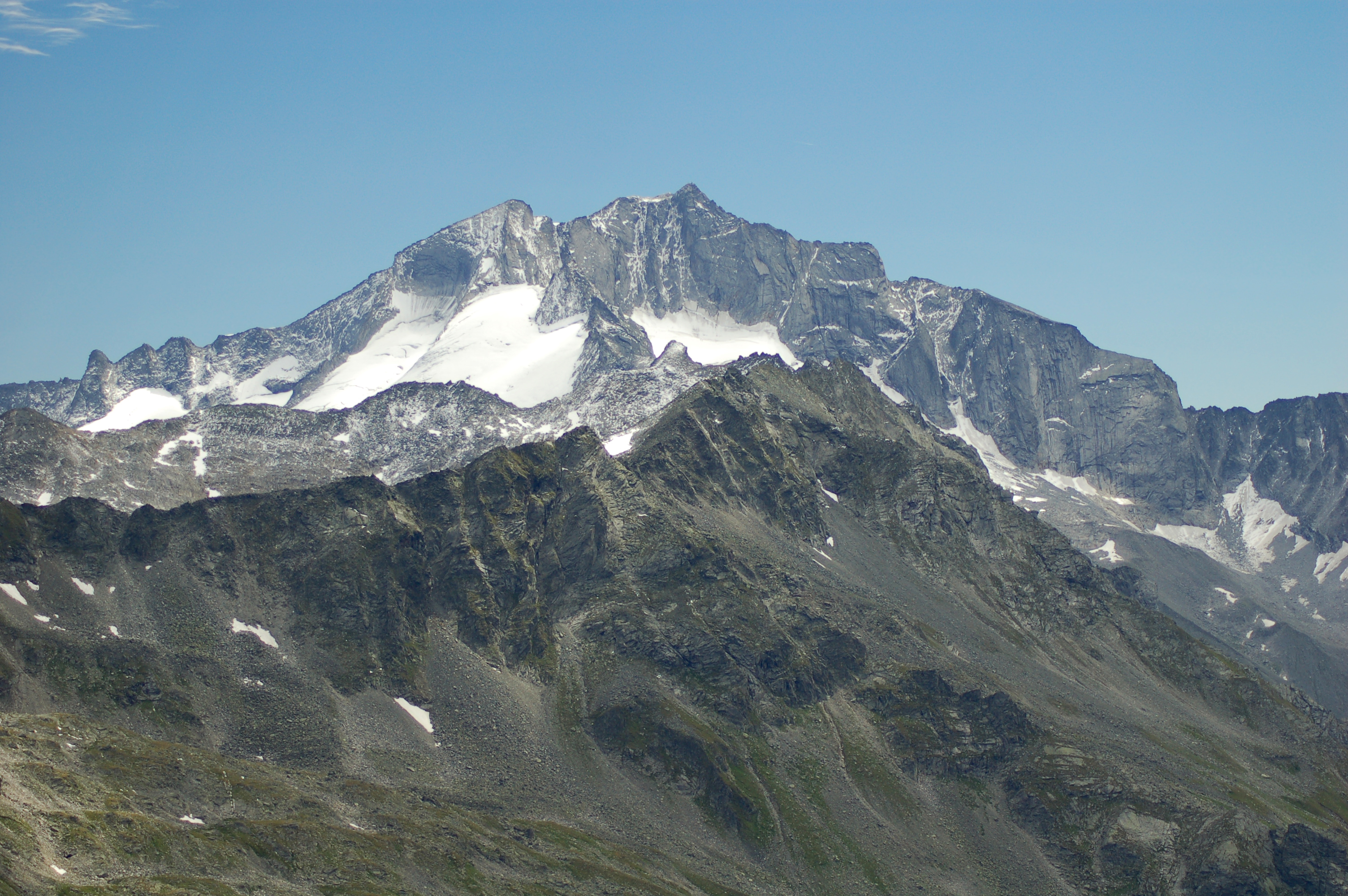
Der Großelendkopf links im Bild über dem Großelendkees, mittig die Hochalmspitze

Der Großelendkopf kann von der Osnabrücker Hütte über die Preimlscharte und das Hochalmkees erreicht werden oder von der Villacher Hütte ebenfalls über das Hochalmkees, beide Routen führen über spaltenreiche Gletscher, daher jeweils Gletscherausrüstung ebenso erforderlich wie Trittsicherheit, Schwindelfreiheit und alpine Erfahrung. Durch die West- und Südwestflanke führt der 1894 von C. Arnold und dem Bergführer Gfrerer gefundene Arnoldweg (II, Firn).
Der Übergang von der Hochalmspitze ist über einen unschwierigen Firn- und Blockgrat in etwa einer halben Stunde möglich.